# Lorisiformes
Lorisiformes är en infraordning under underordningen lägre primater (Strepsirrhini) med två familjer. Ibland listas djurgruppen som överfamilj Lorisoidea under infraordningen Lemuriformes.
Tillhörande arter förekommer i Afrika och i sydöstra Asien. De ingående familjerna lorier (Loridae) och galagoer skiljer sig i sina kroppsegenskaper men genetiska undersökningar visade att de tillhör samma evolutionära gren. De skilde sig från sina släktingar på Madagaskar för cirka 60 miljoner år sedan. Uppdelningen i två familjer skedde för ungefär 35 miljoner år sedan.
Egenskaper som båda familjer uppvisar är samma konstruktion av blodkärlen i hjärnan samt ett förminskat andra finger (pekfingret) och andra tå. Tandformeln är I 2/2 C 1/1 P 3/3 M 3/3. Uppskattningsvis hade de ursprungligaste medlemmar i underordningen lägre primater samma tandformel. Tandkammen som är typisk för nästan alla lägre primater förekommer likaså.
Arterna i gruppen Lorisiformes är aktiva på natten och har en brun eller grå pälsfärg utan påfallande mönster. Galagoer har livliga rörelser och förmåga att hoppa. Däremot är lorier långsamma.
Familjer och släkten:
- Lorier (Loridae)
  - Björnmakier (Arctocebus)
  - Loris
  - Tröglorier (Nycticebus)
  - Potto (Perodicticus)
  - Pseudopotto, omstridd
- Galagoer (Galagonidae)
  - Klogalagoer (Euoticus)
  - Galago
  - Otolemur